# 51570 Phendricksen
51570 Phendricksen è un asteroide della fascia principale. Scoperto nel 2001, presenta un'orbita caratterizzata da un semiasse maggiore pari a 2,7255400 UA e da un'eccentricità di 0,1850164, inclinata di 12,45851° rispetto all'eclittica.